# Gmina Ogrodzieniec
Die Gmina Ogrodzieniec [ɔgrɔˈʥɛnɛʦ] ist eine Stadt-und-Land-Gemeinde im Powiat Zawierciański der Woiwodschaft Schlesien in Polen. Ihr Sitz ist die gleichnamige Stadt mit etwa 4300 Einwohnern.

## Geographie

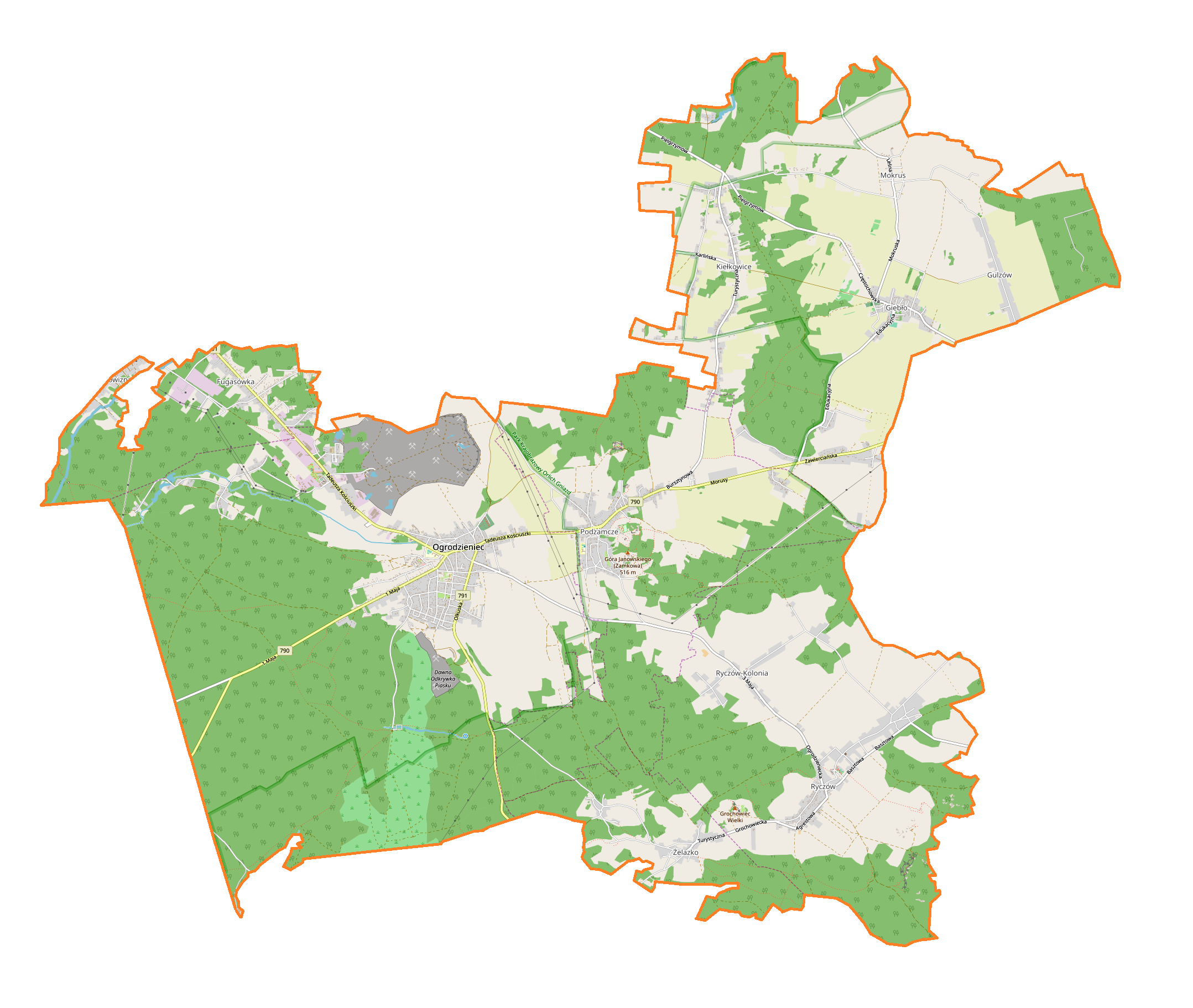
Karte der Gemeinde

Die Gemeinde liegt im Nordosten der Woiwodschaft und grenzt im Süden an die Woiwodschaft Kleinpolen. Die Kreisstadt Zawiercie liegt drei Kilometer westlich. Nachbargemeinden sind Łazy im Westen, Zawiercie im Nordwesten, Kroczyce im Norden, Pilica im Osten und Klucze im Süden. Die Landschaft gehört zum Kalksteingebiet des Oberjura.

## Geschichte
Der Hauptort erhielt 1973 die Stadtrechte. Von 1975 bis 1998 gehörte die Gemeinde zur Woiwodschaft Katowice.

## Gliederung
Die Stadt-und-Land-Gemeinde (gmina miejsko-wiejska) Ogrodzieniec besteht aus der Stadt selbst und zehn Dörfern mit einem Schulzenamt (solectwo):
- Fugasówka
- Giebło
- Giebło-Kolonia
- Gulzów
- Kiełkowice
- Mokrus
- Podzamcze
- Ryczów
- Ryczów-Kolonia
- Żelazko

Kleinere Orte der Gemeinde sind Markowizna und Śrubarnia.

## Denkmalgeschützte Sehenswürdigkeiten

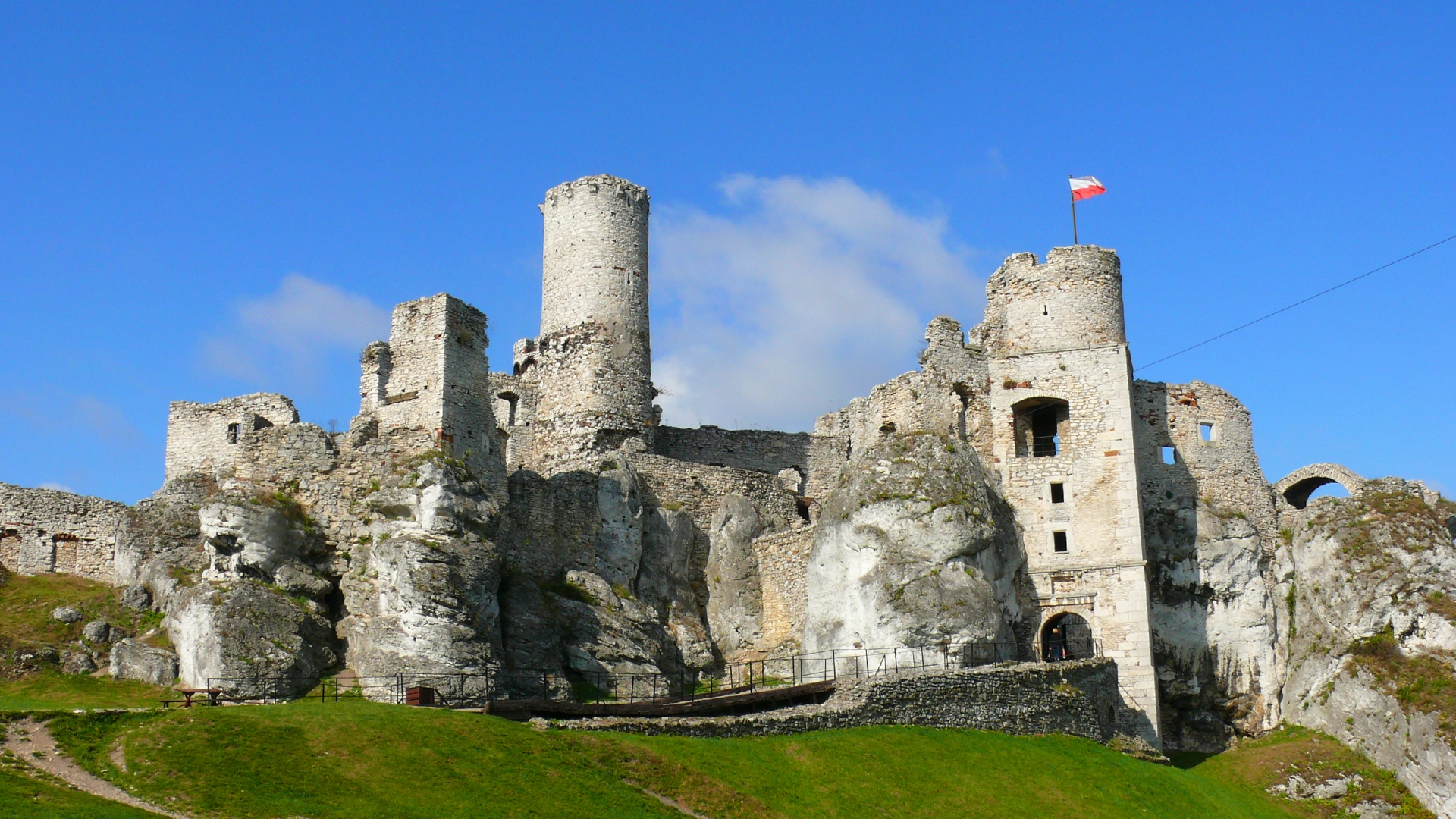
Ruine der Burg

Weithin bekannt ist die Burgruine Ogrodzieniec. Weitere denkmalgeschützte Bauwerke sind die Pfarrkirche der Stadt mit ihrer Einfriedung und Toranlage, die Kirche von Giebło und eine Kapelle in Podzamcze.

## Verkehr
Die Woiwodschaftsstraße DW790 von Dąbrowa Górnicza nach Pilica durchzieht die Gemeinde von Westen nach Osten. Im Hauptort kreuzt die DW791, die von Olkusz nach Myszków führt.
Der nächste internationale Flughafen ist Katowice.